# Ioannis Mitropoulos
Ioannis Mitropoulos (em grego:  Ιωάννης Μητρόπουλος; Atenas, 1874 - desc.) foi um ginasta grego que competiu em provas de ginástica artística.
Nos Jogos de Atenas, disputados "em casa", Mitropoulos competiu individualmente e por equipes nas barras paralelas e no evento das argolas. Neste aparelho, saiu-se vitorioso e tornou-se o primeiro ginasta grego a conquistar uma medalha e uma primeira colocação. Nas barras individuais paralelas, não conquistou medalha, embora a sua classificação seja desconhecida. Já nas barras por equipe, Mitropoulos foi um membro da Ethnikos Syllogos Gymnastikos, terceira colocada no evento.